# Фрунзень (Муреш)
Фрунзень, Фрунзені (рум. Frunzeni) — село у повіті Муреш в Румунії. Входить до складу комуни Лунка.
Село розташоване на відстані 289 км на північний захід від Бухареста, 29 км на північ від Тиргу-Муреша, 73 км на схід від Клуж-Напоки.

## Населення
За даними перепису населення 2002 року у селі проживали 484 особи. Усі жителі села рідною мовою назвали румунську.
Національний склад населення села:
| Національність | Кількість осіб | Відсоток |
| -------------- | -------------- | -------- |
| румуни         | 453            | 93,6%    |
| цигани         | 30             | 6,2%     |